# Montpellier Hérault Sport Club 2025-2026
Questa voce raccoglie le informazioni riguardanti il Montpellier Hérault Sport Club nelle competizioni ufficiali della stagione 2025-2026.

## Stagione
Dopo essere retrocesso, da ultimo in classifica con solo 16 punti, al termine della precedente stagione, il Montpellier disputa il suo 6º campionato di Ligue 2, il 15º totale in serie cadetta, a 16 anni dall'ultima volta. La società decide di ripartire dall'allenatore Zoumana Camara, ex difensore con lunghi trascorsi in Francia, già sulla panchina della Paillade dall'aprile del 2025.

## Divise e sponsor
|  | Casa | Trasferta | Terza divisa |

## Rosa
Dal sito internet ufficiale della società.
| N. |                         | Ruolo | Calciatore                     |
| -- | ----------------------- | ----- | ------------------------------ |
| 1  | Francia (bandiera)      | P     | Mathieu Michel                 |
| 3  | Marocco (bandiera)      | D     | Naoufel El Hannach             |
| 5  | Francia (bandiera)      | C     | Everson Junior                 |
| 6  | Francia (bandiera)      | D     | Christopher Jullien            |
| 7  | RD del Congo (bandiera) | A     | Nathanaël Mbuku                |
| 8  | Francia (bandiera)      | A     | Yanis Issoufou                 |
| 10 | Francia (bandiera)      | C     | Khalil Fayad                   |
| 11 | Francia (bandiera)      | C     | Téji Savanier                  |
| 13 | Francia (bandiera)      | C     | Joris Chotard                  |
| 14 | Nigeria (bandiera)      | A     | Victor Orakpo                  |
| 15 | Francia (bandiera)      | D     | Julien Laporte (vice capitano) |
| 17 | Francia (bandiera)      | D     | Théo Sainte-Luce               |

| N. |                                | Ruolo | Calciatore                |
| -- | ------------------------------ | ----- | ------------------------- |
| 18 | Francia (bandiera)             | A     | Nicolas Pays              |
| 19 | Guinea-Bissau (bandiera)       | A     | Alexandre Mendy           |
| 21 | Francia (bandiera)             | D     | Lucas Mincarelli          |
| 22 | Francia (bandiera)             | A     | Axel Gueguin              |
| 23 | Francia (bandiera)             | D     | Yaël Mouanga              |
| 24 | Emirati Arabi Uniti (bandiera) | A     | Junior Ndiaye             |
| 27 | Svizzera (bandiera)            | D     | Bećir Omeragić (capitano) |
| 29 | Camerun (bandiera)             | D     | Enzo Tchato               |
| 31 | Camerun (bandiera)             | P     | Simon Ngapandouetnbu      |
| 44 | Francia (bandiera)             | C     | Théo Chennahi             |
| 49 | Camerun (bandiera)             | D     | Wilfried Ndollo Bille     |
| 50 | Serbia (bandiera)              | P     | Viktor Džodić             |
| 70 | Francia (bandiera)             | A     | Tanguy Coulibaly          |

## Calciomercato

### Sessione estiva(dal 16/06 al 01/09)
| Acquisti         | Acquisti             | Acquisti            | Acquisti                         |
| R.               | Nome                 | da                  | Modalità                         |
| ---------------- | -------------------- | ------------------- | -------------------------------- |
| P                | Mathieu Michel       |                     | svincolato                       |
| P                | Simon Ngapandouetnbu | Olympique Marsiglia | definitivo                       |
| D                | Julien Laporte       |                     | svincolato                       |
| D                | Naoufel El Hannach   | Paris Saint-Germain | prestito                         |
| C                | Everson Junior       |                     | svincolato                       |
| A                | Nathanaël Mbuku      | Augusta             | prestito con diritto di riscatto |
| A                | Alexandre Mendy      | Caen                | definitivo                       |
| A                | Victor Orakpo        | Nizza               | prestito                         |
| Altre operazioni |                      |                     |                                  |
| C                | Birama Touré         | Manisa              | fine prestito                    |

| Cessioni         | Cessioni          | Cessioni            | Cessioni                         |
| R.               | Nome              | a                   | Modalità                         |
| ---------------- | ----------------- | ------------------- | -------------------------------- |
| P                | Dimitry Bertaud   |                     | svincolato                       |
| P                | Belmin Dizdarević |                     | svincolato                       |
| P                | Benjamin Lecomte  | Fulham              | definitivo (500 mila €)          |
| D                | Boubakar Kouyaté  | Anversa             | definitivo                       |
| D                | Nikola Maksimović |                     | svincolato                       |
| D                | Falaye Sacko      | Neftçi Baku         | definitivo                       |
| D                | Modibo Sagnan     | Çaykur Rizespor     | prestito con diritto di riscatto |
| D                | Issiaga Sylla     |                     | svincolato                       |
| C                | Stefan Džodić     |                     | svincolato                       |
| C                | Jordan Ferri      | Sampdoria           | definitivo                       |
| C                | Birama Touré      |                     | rescissione consensuale          |
| A                | Othmane Maamma    | Watford             | definitivo (1,3 milioni €)       |
| A                | Wahbi Khazri      |                     | svincolato                       |
| Altre operazioni |                   |                     |                                  |
| D                | Bamo Meïté        | Olympique Marsiglia | fine prestito                    |
| C                | Rabby Nzingoula   | Strasburgo          | fine prestito                    |
| A                | Andy Delort       | MC Alger            | fine prestito                    |

### Sessione invernale(dal 01/01/26 al 02/02/26)
| Acquisti         | Acquisti         | Acquisti         | Acquisti         |
| R.               | Nome             | da               | Modalità         |
| Altre operazioni | Altre operazioni | Altre operazioni | Altre operazioni |
| ---------------- | ---------------- | ---------------- | ---------------- |

| Cessioni         | Cessioni         | Cessioni         | Cessioni         |
| R.               | Nome             | a                | Modalità         |
| Altre operazioni | Altre operazioni | Altre operazioni | Altre operazioni |
| ---------------- | ---------------- | ---------------- | ---------------- |

## Risultati

### Ligue 2

#### Girone di andata
| Arbitro: | Gaillouste |

|              |           |            |
| Omeragić 38’ | Marcatori | 11’ Durand |

| Arbitro: | Landry |

|             |           |                            |
| Gueye 90+6’ | Marcatori | 54’ Coulibaly 90+9’ Ndiaye |

| Troyes 23 agosto 2025, ore 14:00 CEST 3ª giornata | Troyes | – referto | Montpellier | Stade de l'Aube |

| Montpellier 29 agosto 2025, ore 20:00 CEST 4ª giornata | Montpellier | – referto | Amiens | Stadio della Mosson |

| Guingamp 12 settembre 2025 5ª giornata | Guingamp | – referto | Montpellier | Stadio di Roudourou |

| Montpellier 19 settembre 2025 6ª giornata | Montpellier | – referto | Bastia | Stadio della Mosson |

| Montpellier 23 settembre 2025 7ª giornata | Montpellier | – referto | Boulogne | Stadio della Mosson |

| Laval 26 settembre 2025 8ª giornata | Laval | – referto | Montpellier | Stadio Francis Le Basser |

| Montpellier 3 ottobre 2025 9ª giornata | Montpellier | – referto | Saint-Étienne | Stadio della Mosson |

| Dunkerque 17 ottobre 2025 10ª giornata | Dunkerque | – referto | Montpellier | Stadio Marcel Tribut |

| Montpellier 24 ottobre 2025 11ª giornata | Montpellier | – referto | Nancy | Stadio della Mosson |

| Clermont-Ferrand 28 ottobre 2025 12ª giornata | Clermont Foot | – referto | Montpellier | Stadio Gabriel Montpied |

| Montpellier 31 ottobre 2025 13ª giornata | Montpellier | – referto | Rodez | Stadio della Mosson |

| Montpellier 7 novembre 2025 14ª giornata | Montpellier | – referto | Annecy | Stadio della Mosson |

| Reims 21 novembre 2025 15ª giornata | Stade Reims | – referto | Montpellier | Stadio Auguste Delaune |

| Montpellier 5 dicembre 2025 16ª giornata | Montpellier | – referto | Pau | Stadio della Mosson |

| Grenoble 12 dicembre 2025 17ª giornata | Grenoble | – referto | Montpellier | Stade des Alpes |

#### Girone di ritorno
| Montpellier 2 gennaio 2026 18ª giornata | Montpellier | – referto | Dunkerque | Stadio della Mosson |

| Boulogne-sur-Mer 16 gennaio 2026 19ª giornata | Boulogne | – referto | Montpellier | Stadio de la Libération |

| Furiani 23 gennaio 2026 20ª giornata | Bastia | – referto | Montpellier | Stadio Armand Cesari |

| Montpellier 30 gennaio 2026 21ª giornata | Montpellier | – referto | Guingamp | Stadio della Mosson |

| Saint-Étienne 6 febbraio 2026 22ª giornata | Saint-Étienne | – referto | Montpellier | Stadio Geoffroy Guichard |

| Montpellier 13 febbraio 2026 23ª giornata | Montpellier | – referto | Le Mans | Stadio della Mosson |

| Rodez 20 febbraio 2026 24ª giornata | Rodez | – referto | Montpellier | Stadio Paul Lignon |

| Montpellier 27 febbraio 2026 25ª giornata | Montpellier | – referto | Stade Reims | Stadio della Mosson |

| Tomblaine 6 marzo 2026 26ª giornata | Nancy | – referto | Montpellier | Stadio Marcel Picot |

| Montpellier 13 marzo 2026 27ª giornata | Montpellier | – referto | Laval | Stadio della Mosson |

| Pau 20 marzo 2026 28ª giornata | Pau | – referto | Montpellier | Nouste Camp |

| Montpellier 3 aprile 2026 29ª giornata | Montpellier | – referto | Troyes | Stadio della Mosson |

| Annecy 20 marzo 2026 30ª giornata | Annecy | – referto | Montpellier | Parc des Sports |

| Montpellier 17 aprile 2026 31ª giornata | Montpellier | – referto | Grenoble | Stadio della Mosson |

| Amiens 24 aprile 2026 32ª giornata | Amiens | – referto | Montpellier | Stadio della Licorne |

| Montpellier 1º maggio 2026 33ª giornata | Montpellier | – referto | Clermont Foot | Stadio della Mosson |

| Saint-Ouen-sur-Seine 8 maggio 2026 34ª giornata | Red Star | – referto | Montpellier | Stadio Bauer |

### Coppa di Francia

#### Turni eliminatori
| novembre 2025 Trentaduesimi | sconosciuta | – | Montpellier |  |

## Statistiche

### Statistiche di squadra
| Competizione     | Punti | In casa | In casa | In casa | In casa | In casa | In casa | In trasferta | In trasferta | In trasferta | In trasferta | In trasferta | In trasferta | Totale | Totale | Totale | Totale | Totale | Totale | DR |
| Competizione     | Punti | G       | V       | N       | P       | Gf      | Gs      | G            | V            | N            | P            | Gf           | Gs           | G      | V      | N      | P      | Gf     | Gs     | DR |
| ---------------- | ----- | ------- | ------- | ------- | ------- | ------- | ------- | ------------ | ------------ | ------------ | ------------ | ------------ | ------------ | ------ | ------ | ------ | ------ | ------ | ------ | -- |
| Ligue 2          | 4     | 1       | 0       | 1       | 0       | 1       | 1       | 1            | 1            | 0            | 0            | 2            | 1            | 2      | 1      | 1      | 0      | 3      | 2      | +1 |
| Coppa di Francia | -     | 0       | 0       | 0       | 0       | 0       | 0       | 0            | 0            | 0            | 0            | 0            | 0            | 0      | 0      | 0      | 0      | 0      | 0      | 0  |
| Totale           | -     | 1       | 0       | 1       | 0       | 1       | 1       | 1            | 1            | 0            | 0            | 2            | 1            | 2      | 1      | 1      | 0      | 3      | 2      | +1 |

### Andamento in campionato
| Giornata  | 1  | 2 | 3 | 4 | 5 | 6 | 7 | 8 | 9 | 10 | 11 | 12 | 13 | 14 | 15 | 16 | 17 | 18 | 19 | 20 | 21 | 22 | 23 | 24 | 25 | 26 | 27 | 28 | 29 | 30 | 31 | 32 | 33 | 34 |
| --------- | -- | - | - | - | - | - | - | - | - | -- | -- | -- | -- | -- | -- | -- | -- | -- | -- | -- | -- | -- | -- | -- | -- | -- | -- | -- | -- | -- | -- | -- | -- | -- |
| Luogo     | C  | T | T | C | T | C | C | T | C | T  | C  | T  | C  | C  | T  | C  | T  | C  | T  | T  | C  | T  | C  | T  | C  | T  | C  | T  | C  | T  | C  | T  | C  | T  |
| Risultato | N  | V |   |   |   |   |   |   |   |    |    |    |    |    |    |    |    |    |    |    |    |    |    |    |    |    |    |    |    |    |    |    |    |    |
| Posizione | 11 | 7 |   |   |   |   |   |   |   |    |    |    |    |    |    |    |    |    |    |    |    |    |    |    |    |    |    |    |    |    |    |    |    |    |

Legenda:

Luogo: C = Casa; T = Trasferta. Risultato: V = Vittoria; N = Pareggio; P = Sconfitta.

### Statistiche dei giocatori
Sono in corsivo i calciatori che hanno lasciato la squadra a stagione in corso.
| Giocatore         | Ligue 2  | Ligue 2 | Ligue 2     | Ligue 2    | Coppa di Francia | Coppa di Francia | Coppa di Francia | Coppa di Francia | Totale   | Totale | Totale      | Totale     |
| Giocatore         | Presenze | Reti    | Ammonizioni | Espulsioni | Presenze         | Reti             | Ammonizioni      | Espulsioni       | Presenze | Reti   | Ammonizioni | Espulsioni |
| ----------------- | -------- | ------- | ----------- | ---------- | ---------------- | ---------------- | ---------------- | ---------------- | -------- | ------ | ----------- | ---------- |
| T. Chennahi       | 1        | 0       | 0           | 0          | 0                | 0                | 0                | 0                | 1        | 0      | 0           | 0          |
| J. Chotard        | 1        | 0       | 0           | 0          | 0                | 0                | 0                | 0                | 1        | 0      | 0           | 0          |
| T. Coulibaly      | 2        | 1       | 0           | 0          | 0                | 0                | 0                | 0                | 2        | 1      | 0           | 0          |
| V. Džodić         | 1        | -1      | 0           | 0          | 0                | -0               | 0                | 0                | 1        | -1     | 0           | 0          |
| N. El Hannach     | 1        | 0       | 0           | 0          | 0                | 0                | 0                | 0                | 1        | 0      | 0           | 0          |
| Everson Junior    | 1        | 0       | 0           | 0          | 0                | 0                | 0                | 0                | 1        | 0      | 0           | 0          |
| K. Fayad          | 1        | 0       | 0           | 0          | 0                | 0                | 0                | 0                | 1        | 0      | 0           | 0          |
| C. Jullien        | 2        | 0       | 0           | 0          | 0                | 0                | 0                | 0                | 2        | 0      | 0           | 0          |
| J. Laporte        | 2        | 0       | 0           | 0          | 0                | 0                | 0                | 0                | 2        | 0      | 0           | 0          |
| N. Mbuku          | 2        | 0       | 0           | 0          | 0                | 0                | 0                | 0                | 2        | 0      | 0           | 0          |
| A. Mendy          | 2        | 0       | 0           | 0          | 0                | 0                | 0                | 0                | 2        | 0      | 0           | 0          |
| L. Mincarelli     | 2        | 0       | 0           | 0          | 0                | 0                | 0                | 0                | 2        | 0      | 0           | 0          |
| Y. Mouanga        | 2        | 0       | 0           | 0          | 0                | 0                | 0                | 0                | 2        | 0      | 0           | 0          |
| J. Ndiaye         | 1        | 1       | 0           | 0          | 0                | 0                | 0                | 0                | 1        | 1      | 0           | 0          |
| S. Ngapandouetnbu | 1        | -1      | 0           | 0          | 0                | -0               | 0                | 0                | 1        | -1     | 0           | 0          |
| B. Omeragić       | 2        | 1       | 1           | 0          | 0                | 0                | 0                | 0                | 2        | 1      | 1           | 0          |
| N. Pays           | 1        | 0       | 0           | 0          | 0                | 0                | 0                | 0                | 1        | 0      | 0           | 0          |
| T. Sainte-Luce    | 2        | 0       | 1           | 0          | 0                | 0                | 0                | 0                | 2        | 0      | 1           | 0          |
| T. Savanier       | 1        | 0       | 0           | 0          | 0                | 0                | 0                | 0                | 1        | 0      | 0           | 0          |
| E. Tchato         | 2        | 0       | 1           | 0          | 0                | 0                | 0                | 0                | 2        | 0      | 1           | 0          |